# Delochilocoris illuminatus
Delochilocoris illuminatus är en insektsart som först beskrevs av William Lucas Distant 1893.  Delochilocoris illuminatus ingår i släktet Delochilocoris och familjen Rhyparochromidae. Inga underarter finns listade i Catalogue of Life.